# Tuxské Alpy

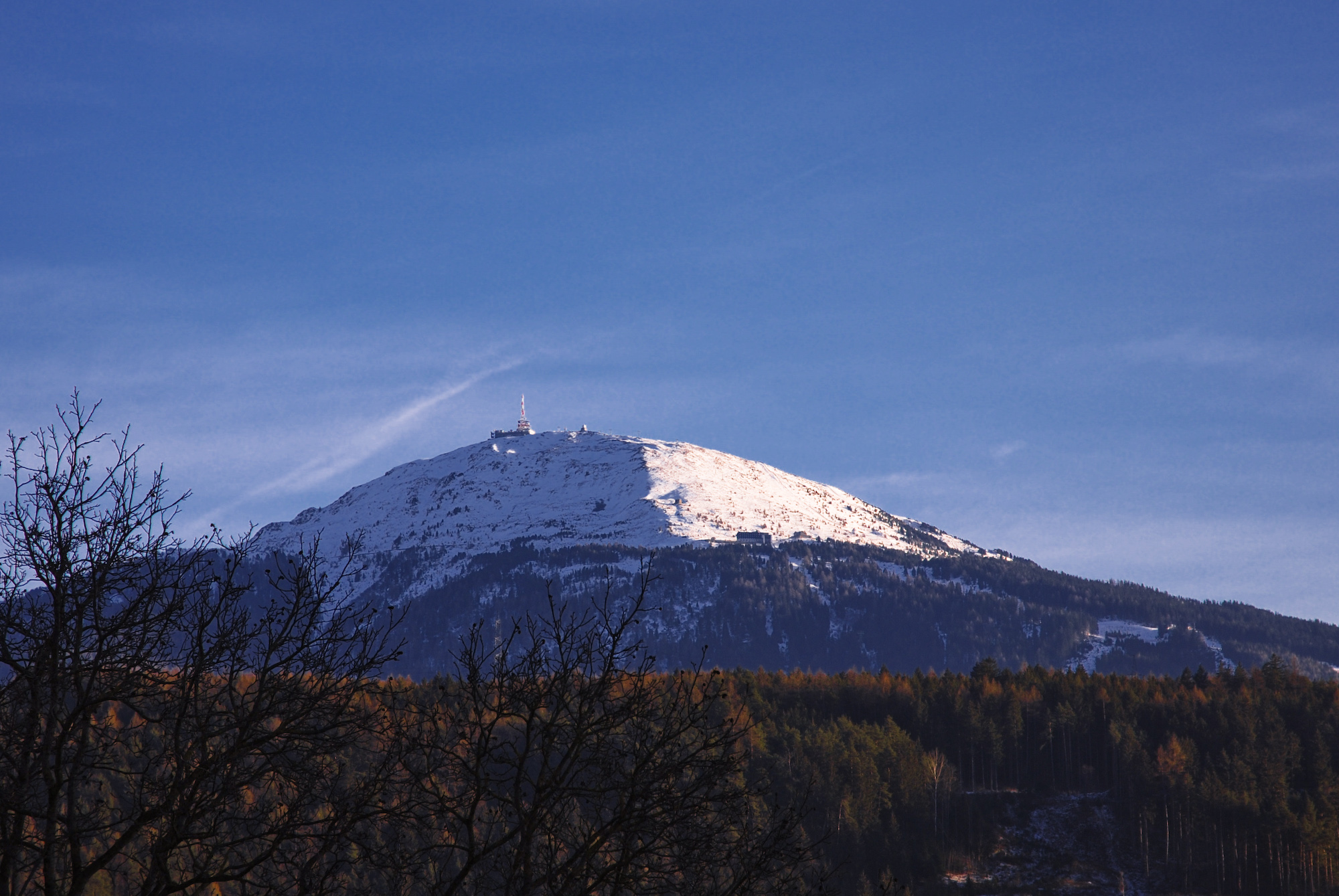
Vrchol Patscherkofel nad Innsbruckem

Tuxské Alpy jsou pohoří ležící ve spolkové zemi Tyrolsko v Rakousku. Dřívější název Tuxer Voralpen (Tuxské Předalpy) se již od roku 1984 nepoužívá. Jedná se o nevelký horský celek, který je zastiňován především sousedními vyššími a známějšími Zillertalskými Alpami. Přes svou blízkost mají Tuxské Alpy odlišnou geologickou stavbu. Více než v hlavním hřebeni se zde setkáme s vápencem. Nejvyšším vrcholem je skalnatý Lizumer Reckner (2 886 m) ležící zhruba uprostřed masivu.

## Poloha
Tuxské Alpy zaujímají plochu pouhých 800 km² a jsou na severu a západě území vymezeny údolím Wipptal s tokem Innu na svém dně. Východní hranici tvoří údolí Zillertal a na jihu je pohoří odděleno od samotných Zillertalských Alp sedlem Tuxer Joch (2 338 m) a údolími Tuxer Tal a Schmitntal.

## Významné vrcholy
- Lizumer Reckner (2 886 m)
- Geier (2 857 m)
- Rosenjoch (2 796 m)
- Rastkogel (2 762 m)
- Glungezer (2 677 m)
- Gilfert (2 506 m)
- Kellerjoch (2 344 m)
- Patscherkofel (2 246 m)
- Penken (2 095 m)

## Turismus
Tuxské Alpy jsou známy především milovníkům zimních sportů. Na severu území nalezneme známé lyžařské středisko Axamer Lizum (2 340 m), využívané též jako olympijská vesnice při olympiádě v Innsbrucku v roce 1964. Jih je zastoupen zimním letoviskem Finkenberg (839 m) s desítkami lanovek vedoucích z vrcholu Penken (2 095 m). Ještě jižněji, na samé hranici se Zillertalskými Alpami se nachází středisko Hintertux (1 238 m), s možností lyžování na ledovci Tuxer Gletscher (Zillertalské Alpy). Tuxské Alpy jsou ideálním terénem pro provozování trekingu a méně náročné vysokohorské turistiky. Především oblast vrcholu Rastkogel (2 762 m) s několika plesy a alpskými loukami v okolí. Skupina nejvyššího, skalnatého vrcholu Lizumer Reckner již snese vyšší nároky. Setkáme se zde i s uměle zajištěnou cestou.